# Dysoxylum gotadhora
Dysoxylum gotadhora är en tvåhjärtbladig växtart som först beskrevs av Buch.-ham., och fick sitt nu gällande namn av David John Mabberley. Dysoxylum gotadhora ingår i släktet Dysoxylum och familjen Meliaceae. Inga underarter finns listade i Catalogue of Life.